# Kvarnsjön (Ucklums socken, Bohuslän, 644241-127655)
Kvarnsjön är en sjö i Stenungsunds kommun i Bohuslän och ingår i Göta älv-Bäveåns kustområde. Sjön är 6,5 meter djup, har en yta på 0,036 kvadratkilometer och är belägen 131 meter över havet.